# 俞謹
俞謹（1504年—？），字懋庸，直隸常州府無錫縣人，民籍，明朝政治人物。

## 生平
本姓丁，嘉靖四年（1525年）乙酉科應天府鄉試第九十六名舉人，後復姓俞。嘉靖二十三年（1544年）中式甲辰科會試第二百八十九名，登第三甲第一百零二名進士。授黄岩县知县。

## 家族
曾祖俞允恭；祖父俞純；父俞顯，母丁氏。永感下。